# Begoña Basauri
Begoña Andrea Basauri Díaz (Santiago, 25 de agosto de 1981) es una actriz y presentadora de televisión chilena. 

## Biografía
Nació el 25 de agosto de 1981, en Santiago. Su madre, María Paz Díaz, es gestora cultural, y su padre, Rodrigo Basauri, es director de cine. Fue la única hija del matrimonio. Sin embargo, tiene cinco hermanos por parte de su padre. Sus padres se conocieron cuando tenían entre 16 y 17 años. En 1981, su madre queda embarazada mientras aún era adolescente y no terminaba su secundario. «Fue un momento difícil para mi familia», según sus propias palabras. Cuando Begoña contaba con 4 años de edad, sus padres contraen matrimonio, luego de dos años, se divorcian. «Estuvieron separados hasta cuando tuve 15 años y luego se volvieron a juntar. Siete años después se volvieron a separar y ahora están separados definitivamente.»
Los primeros años vivió junto a su madre en Las Condes, en la casa de sus abuelos, Hernán Díaz, radiólogo, y Lía Cuevas, bailarina, hasta que cumplió cuatro años. A los seis años —luego de una nueva separación de sus padres— con su madre se trasladó a una comunidad en la localidad de Lo Cañas en La Florida. «Desde muy chica intuí que ser mujer en la época que me tocó es un lujo. Vengo de una familia donde las mujeres son muy inteligentes, resueltas y autosuficientes». Basauri es sobrina de Gonzalo Díaz, artista –Premio Nacional de Artes Plásticas – y de Pilar y María Soledad Díaz, cantantes líricas. Además, es prima de Gabriel Díaz, fotógrafo, Juana Díaz, diseñadora, y Alicia Rodríguez, actriz.
Basauri asistió al Colegio Latinoamericano de Integración de Providencia, y posteriormente al Colegio Francisco de Miranda de Peñalolén, donde hizo sus primeras obras de teatro. Asimismo, participó en los talleres de teatro en la Casa de Cultura de la Municipalidad de Ñuñoa. Tras su graduación, ingresó a la Facultad de Artes de la Universidad de Chile, especializándose como actriz en 2005. Dos años antes, fue seleccionada para protagonizar junto a Francisco Melo un documental en conmemoración a los treinta años del Golpe Militar de 1973.

## Carrera artística
El debut de Begoña Basauri fue en la obra Tartufo (2005), de Molière, con dirección de Raúl Osorio en el Teatro Nacional Chileno, interpretando a Elmira. Compartió elenco junto a Blanca Mallol, Francisco Melo y Lorena Bosch. A pesar de que no era una de sus opciones actuar en televisión, el actor Francisco Melo le ofreció ir a un casting para una telenovela de deportistas olímpicos en TVN. Luego de audicionar fue seleccionada para interpretar a Soledad Yavar en Amor en tiempo récord (2005). Tras la buena aceptación recibida por parte de la cadena televisiva gracias a su papel, Basauri apareció en Disparejas y Floribella (ambas dirigidas por María Eugenia Rencoret en 2006).
En 2007 obtuvo un papel secundario en Corazón de María, en donde personificó a una estudiante de secundaria que enfrenta un embarazo adolescente oculto de sus padres. En el año siguiente, apareció en Viuda alegre (2008) junto a los actores Mauricio Pesutic, Néstor Cantillana y Álvaro Espinoza. Luego de varios años de interpretar roles de reparto y frecuentes apariciones en televisión como invitada, Basauri obtuvo un amplio reconocimiento por su actuación en el drama de El señor de La Querencia (2008). Encarnó a Herminia Pradenas, una rebelde y provocadora prostituta que se enamora de una joven aristócrata –interpretada por Lorena Bosch– La telenovela fue un gran éxito, y recibió muy buenas críticas a su actuación. En ese mismo año, Rencoret le ofreció reemplazar a Celine Reymond en Hijos del Monte, tras la deserción de la actriz en la mitad de la telenovela. Basauri se caracteriza en el personaje de Reymond y logra el reconocimiento de la crítica de espectáculos. Tras la buena evaluación de su actuación, al año siguiente, es invitada para participar en algunos episodios de la exitosa ¿Dónde está Elisa?.
En 2009 consiguió afianzarse aún más en su ascenso profesional, obtuvo el antagónico principal en el melodrama Los ángeles de Estela. En esta producción compartió roles con Jorge Zabaleta, María Elena Swett y Coca Guazzini. Simultáneamente, actuó en la película para la televisión El vuelo del poeta, de Marcelo Ferrari, encarnando a la poetisa chilena Teresa Wilms Montt. También apareció en un episodio de la serie documental Algo habrán hecho por la historia de Chile (2010), personificando a la malvada terrateniente, La Quintrala en Santiago de 1647. La actuación de Basauri tuvo una recepción positiva. Además, tuvo una esporádica participación en 40 y tantos (2010), donde compartió roles con Bastián Bodenhöfer y Juanita Ringeling.
En 2011, realizó el primer papel cómico de su carrera en la sitcom Ala Chilena, en donde interpretó a una sensual azafata de una particular línea aérea. Por otra parte, el mismo año actuó en la comedia romántica Aquí mando yo, de Daniella Castagno, junto a Fernando Larraín. Encarnó a María Carolina, una mujer interesada que regresa en busca de su marido tras abandonarlo por un amante. Su actuación junto a la de Larraín lograron buenas críticas y le adjudicó un premio en la categoría de «Mejor actriz en comedia» por el Foro de Televisión y Espectáculos de Chile (FOTECH). 
Al año siguiente, personificó a la pérfida y ninfómana Griselda Garay en La Sexóloga (2012) de Vicente Sabatini. En la comedia interpretó a Griselda Garay, la antagonista principal que usa la sexualidad para atrapar al desventurado protagonista. Su actuación recibió diversas críticas positivas por los críticos de espectáculos y televisión chilena. «Fue un personaje muy bien escrito y dirigido», declaró Basauri. Sin embargo, la telenovela mantuvo bajos índices de audiencia durante su emisión.
En 2014 estrenó la también comedia romántica Mamá mechona de Canal 13, al lado de Sigrid Alegría. La telenovela recibió críticas mixtas, siendo definida como «una historia a la medida de su protagonista». También actuó junto a Daniel Muñoz en la serie Príncipes de barrio (2015), drama ambientado en el mundo del futbol chileno. La actriz personificó a Miranda, una fría y sensual mujer de negocios. «[...] Ella es un personaje atípico, porque figura de un representante de fútbol femenino no existe como tal.» En 2016, volvió a TVN protagonizando, junto a Benjamín Vicuña, la telenovela Un diablo con ángel. En 2018, se integró al reparto de la telenovela Verdades ocultas, donde interpretó a Muriel Droguett.

## Otros proyectos
En 2015, Begoña Basauri debutó como conductora de televisión con el programa de entrevistas Magnum en UCV, y posteriormente comenzó a conducir el late show Noches de seducción. En 2017, fue panelista del matinal Buenos días a todos en Televisión Nacional, y debido a su creciente popularidad, fue elegida Reina del Festival del Huaso de Olmué. Desde 2018 hasta 2020, fue panelista del matinal Mucho gusto de Mega, donde recibió el Copihue de Oro como la mejor panelista matinal de televisión. En 2021, Basauri se consagró como la gran ganadora del programa MasterChef Celebrity Chile de Canal 13, grabado en Colombia, obteniendo 25 millones de pesos y el título de mejor cocinera de esa temporada. En octubre de 2024, Basauri asumió la conducción del react en YouTube y Twitch de Top Chef VIP de Chilevisión.
Además, Begoña ha participado en diversos programas radiales. Incursionó como locutora radial en Juego de seducción de FM Tiempo. En 2018 estrenó en FM Tiempo Juego de seducción, junto a Pedro Bastidas, y en 2019 se unió a Radio Romántica para conducir el espacio Felices y románticas. 

## Vida personal
Basauri ha tenido relaciones sentimentales con varias personalidades del espectáculo, entre ellos se encuentran el músico Fernando Milagros, el actor Antonio Campos, el chef Benjamín Cifuentes y Robert Pinter. 
El 2016 inició una relación sentimental con el arquitecto Sebastián Undurraga. Ambos son padres de Rosa Undurraga Basauri, nacida en febrero de 2023.

### Escándalo mediático
En agosto de 2011, durante la promoción de Aquí mando yo, la industria de la televisión fue sacudida por el quiebre matrimonial entre María Elena Swett y Felipe Braun, con Begoña Basauri señalada como la presunta responsable de la infidelidad de Braun. Según los medios de espectáculos, el incidente habría ocurrido en abril de 2010, cuando Basauri y su pareja, Antonio Campos, asistieron al cumpleaños de Swett en su residencia en Tunquén. Televisión Nacional solicitó a la actriz no hablar públicamente a favor del estreno de la telenovela. A lo largo de 2011, la cobertura mediática perjudicó la imagen pública de Basauri, publicando detalles sobre lo sucedido, entre ellos, afirmaciones de testigos que aseguraban haber presenciado agresiones verbales y físicas después del incidente.
Tras renunciar a TVN en 2012, Basauri declaró: "No me dejaron defenderme ante los medios", y en una entrevista con la revista Caras, añadió: "Se vulneró un límite cuando no estaba en condiciones. Alguien tomó una decisión por mí que yo no habría aceptado", dejando entrever haber sufrido un abuso sexual mentiras se encontraba bajo los efectos de una intoxicación por uso de medicamentos y alcohol.
A pesar de las omisiones de Braun y Swett, la prensa continuó apuntando a Basauri como responsable. En defensa de ella, el chef Sebastián Cienfuegos publicó una carta en la que denunciaba a Braun por abuso sexual hacia Basauri. Por su parte, Swett negó las acusaciones en apoyo a su entonces esposo. La actriz Claudia Di Girolamo, le prestó su apoyo público. «Begoña tiene todo mi amor y mi apoyo. Cuenta con mi respaldo en este momento».En 2020, en una entrevista con Pancho Saavedra, Begoña Basauri confesó públicamente haber sufrido abuso por parte de Felipe Braun. Saavedra ha apoyado públicamente a Basauri.

## Activismo
Begoña Basauri ha expresado su activo apoyo a numerosas causas humanitarias entre las que destacan la Unión civil entre personas del mismo sexo y ha promovido el activismo de los derechos de los animales en Chile. La actriz grabó el viral «Nací libre», una campaña para mejorar las condiciones de vida de las gallinas productoras de huevos. «No soy vegana, no pontificio a nadie ni creo que la gente debe ser vegetariana. Sí soy muy defensora de los animales», declaró. Asimismo, es voluntaria en la fundación Unión de Amigos de los Animales (UAA).

## Filmografía
| Año  | Título                                | Papel              | Director          |
| ---- | ------------------------------------- | ------------------ | ----------------- |
| 2006 | Los bastardos                         | Débora             | Rodrigo Marín     |
| 2009 | El vuelo del poeta                    | Teresa Wilms Montt | Marcelo Ferrari   |
| 2010 | MP3, una película de rock descargable | Martina            | Pascal Krumm      |
| 2016 | Pinochet boys                         | Cecilia            | Claudio Del Valle |
| 2017 | Se busca novio... para mi mujer       |                    | Diego Rougier     |
| 2018 | Vidas recicladas                      | Graciela           | Eitan Loi         |
| 2018 | No quiero ser tu hermano              | Bernardita         | Sebastián Badilla |

| Año  | Título                          | Papel      | Director        |
| ---- | ------------------------------- | ---------- | --------------- |
| 2004 | El astuto mono contra La Moneda | Ella misma | Bettina Perut   |
| 2015 | Perder para ganar               | Tamara     | Camila Maureria |
| 2016 | University                      | Freya      | Alejandro Díaz  |

## Televisión
| Año  | Título                   | Papel                   | Ref.          |
| ---- | ------------------------ | ----------------------- | ------------- |
| 2005 | Amor en tiempo récord    | Soledad Yavar           |               |
| 2006 | Disparejas               | Paulina Castaño         |               |
| 2006 | Floribella               | Paloma Mónaco / Julieta | 25 episodios  |
| 2007 | Corazón de María         | Sandra Orellana         |               |
| 2007 | El señor de La Querencia | Herminia Pradenas       | [ 38 ] [ 39 ] |
| 2008 | Viuda Alegre             | Carolina Zapata         |               |
| 2008 | Hijos del Monte          | Guadalupe Mardones      |               |
| 2009 | ¿Dónde está Elisa?       | Loreto Sandoval         | 3 episodios   |
| 2009 | Los ángeles de Estela    | Laura Alcázar           | [ 40 ]        |
| 2010 | 40 y tantos              | Josefina Guzmán         | 11 episodios  |
| 2011 | Aquí mando yo            | María Carolina Silva    |               |
| 2012 | La Sexóloga              | Griselda Garay          | [ 41 ] [ 42 ] |
| 2013 | Mamá Mechona             | Silvana Cancino         |               |
| 2016 | Un diablo con ángel      | Bernardita Undurraga    | [ 43 ]        |
| 2018 | Verdades Ocultas         | Muriel Droguett         | 50 episodios  |
| 2025 | El jardín de Olivia      | Vanessa Riesco          | [ 45 ]        |

| Año  | Título              | Papel                            | Ref.                       |
| ---- | ------------------- | -------------------------------- | -------------------------- |
| 2007 | Mi primera vez      | Martina                          | Episodio: Andrea           |
| 2008 | Paz                 | Nora                             | Episodio: No serán balas   |
| 2009 | Mi Bella Genio      | Dalila                           | Episodio: Mi bella asesina |
| 2010 | Algo habrán hecho   | Catalina de los Rios y Lisperger | Episodio: La Quintrala     |
| 2011 | Ala Chilena         | Danae Buarque                    | Protagonista; 7 episodios  |
| 2014 | Príncipes de barrio | Johanna Miranda                  | Protagonista; 11 episodios |
| 2017 | Papá Mono           | Bernardita Del Villar            | 2 episodios                |

| Año       | Título                         | Papel                             | Ref. |
| --------- | ------------------------------ | --------------------------------- | ---- |
| 2015      | Magnum                         | Conductora                        |      |
| 2016      | Noches de seducción            | Conductora                        |      |
| 2017      | Buenos días a todos            | Panelista                         |      |
| 2017      | Candidato llegó tu hora        | Panelista                         |      |
| 2018-2020 | Mucho gusto                    | Panelista                         |      |
| 2019      | Selección Internacional: China | Conductora                        |      |
| 2019      | Secretos urbanos               | Catalina de los Ríos y Lisperguer |      |
| 2021      | Master Chef Celebrity          | Concursante (Ganadora)            |      |
| 2022      | Juego textual                  | Panelista                         |      |
| 2024-2015 | Top Chef VIP                   | Conductora de react               |      |

## Teatro
| Año  | Obra                             | Autor                | Director           | Teatro(s)                       | Papel         |
| ---- | -------------------------------- | -------------------- | ------------------ | ------------------------------- | ------------- |
| 2002 | Transatlántico                   | Juan Carlos Burgos   | Guillermo Calderón | Teatro Nacional Chileno         |               |
| 2004 | El Inspector                     | Nikolái Gógol        | Raúl Osorio        | Teatro Nacional Chileno         | Ana Andréevna |
| 2005 | Tartufo                          | Molière              | Raúl Osorio        | Teatro Nacional Chileno         | Elmira        |
| 2006 | El jardín de los cerezos         | Antón Chéjov         | Francisco Albornoz | Teatro UC                       | Ania          |
| 2007 | Colectivo en obra                | Creación colectiva   |                    | Festival de dramaturgia chilena |               |
| 2008 | Rata de dos patas                | Creación colectiva   | Alfredo Castro     | Teatro La Memoria               |               |
| 2008 | Variaciones sobre la muerte      | Jon Fosse            | Víctor Carrasco    | Hospital San José               |               |
| 2009 | La más fuerte                    | August Strindberg    | Horacio Pérez      | Teatro Arcos                    | X             |
| 2010 | Sucedáneo                        | Sebastián Carez      |                    |                                 |               |
| 2010 | Impro Star                       | César Muñoz          |                    |                                 |               |
| 2011 | El rey Lear                      | William Shakespeare  | Peter Brooks       | Teatro UC                       | Cordelia      |
| 2011 | En terapia: La familia ante todo | Javiera Contador     | Diego Rougier      | Centro Mori                     | La madre      |
| 2013 | Que no quede ni un rescoldo      |                      | Eduardo Pávez      | Matucana 100                    |               |
| 2015 | Perplejo                         | Marius von Mayenburg | Luis Ureta         | Teatro Finis Terrae             | Eva           |
| 2015 | Con pecado concebidas            |                      |                    | Teatro Coca Cola City           | Sor Escoria   |
| 2016 | El grupito de atrás              |                      |                    | Municipalidad de La Florida     |               |
| 2020 | Malas madres                     | Ángela Díaz          | Claudio Arredondo  | Centro Mori                     |               |
| 2021 | Los días que te amé              |                      |                    | Teatro Néscafé de las Artes     |               |
| 2024 | Sólo los tontos se enamoran      | Ángela Díaz          | Claudio Arredondo  | Centro Mori                     |               |

### Dramaturgia
- Hoy (2010) junto a Andrea García-Huidobro

## Vídeos musicales
- GOST - Secretamente Intensamente
- Javier Barría - 2 AM
- Alacrania - Erotízame
- Noche de Brujas - Cómo te Olvido
- Flor de Rap Ft. Américo - No Voy A Olvidarte